# تيتو أوكيلو
تيتو أوكيلو (بالإنجليزية: Tito Okello)‏ (و. 1914 – 1996 م) هو سياسي من أوغندا .